# Sjaak Swart
Jesaia Swart – noto come Sjaak Swart – (Amsterdam, 3 luglio 1938) è un ex calciatore olandese, di ruolo attaccante.
Ha militato per l'intera carriera nell'Ajax, diventandone il calciatore più presente di sempre, con 603 incontri totali disputati. È inoltre il primatista di gol (18) segnati nel Klassieker, la sfida tra Ajax e Feyenoord.

## Carriera

### Club
Swaart inizia la carriera nelle giovanili dell'Ajax, esordendo a 18 anni in prima squadra e giocando poi con la casacca dei Lancieri per la sua intera carriera. Col club di Amsterdam ha vinto otto volte l'Eredivisie, cinque la KNVB beker, tre Coppe dei Campioni consecutive, una Supercoppa Europea ed un'Intercontinentale.

### Nazionale
Debutta con la Nazionale olandese giocò il 26 giugno 1960, e gioca l'ultima partita il 30 agosto 1972, collezionato 31 presenze e segnando 10 gol.

### Dopo il ritiro
Una volta lasciata la carriera agonistica diventa collaboratore di Søren Lerby, procuratore di molti calciatori olandesi.

## Statistiche
Fonte

### Presenze e reti nei club
| Stagione  | Squadra | Campionato | Campionato | Campionato | Coppe nazionali | Coppe nazionali | Coppe nazionali | Coppe continentali | Coppe continentali | Coppe continentali | Altre coppe | Altre coppe | Altre coppe | Totale | Totale |
| Stagione  | Squadra | Comp       | Pres       | Reti       | Comp            | Pres            | Reti            | Comp               | Pres               | Reti               | Comp        | Pres        | Reti        | Pres   | Reti   |
| --------- | ------- | ---------- | ---------- | ---------- | --------------- | --------------- | --------------- | ------------------ | ------------------ | ------------------ | ----------- | ----------- | ----------- | ------ | ------ |
| 1956-1957 | Ajax    | ED         | 5          | -          | CO              | 1               | -               |                    |                    |                    | -           | -           | -           | 6      | -      |
| 1957-1958 | Ajax    | ED         | 19         | 4          | CO              | -               | -               | CC                 | 2                  | -                  | -           | -           | -           | 21     | 4      |
| 1958-1959 | Ajax    | ED         | 7          | 3          | CO              | 5               | 4               |                    | -                  | -                  | -           | -           | -           | 12     | 7      |
| 1959-1960 | Ajax    | ED         | 29+5       | 18+4       | CO              | -               | -               |                    | -                  | -                  | -           | -           | -           | 34     | 22     |
| 1960-1961 | Ajax    | ED         | 33         | 9          | CO              | 7               | 3               | CC                 | 2                  | 1                  | -           | -           | -           | 42     | 13     |
| 1961-1962 | Ajax    | ED         | 33         | 5          | CO              | 2               | 1               | CPR + CdC          | 10                 | 4                  | -           | -           | -           | 45     | 10     |
| 1962-1963 | Ajax    | ED         | 28         | 5          | CO              | 2               | 0               | CPR                | 3                  | 2                  | -           | -           | -           | 33     | 7      |
| 1963-1964 | Ajax    | ED         | 30         | 12         | CO              | 5               | -               | CPR                | 1                  | -                  | -           | -           | -           | 36     | 12     |
| 1964-1965 | Ajax    | ED         | 29         | 11         | CO              | 1               | -               | -                  | -                  | -                  | -           | -           | -           | 30     | 11     |
| 1965-1966 | Ajax    | ED         | 30         | 10         | CO              | 5               | 3               | -                  | -                  | -                  | -           | -           | -           | 35     | 13     |
| 1966-1967 | Ajax    | ED         | 34         | 23         | CO              | 5               | 3               | CC                 | 6                  | 3                  | -           | -           | -           | 45     | 29     |
| 1967-1968 | Ajax    | ED         | 33         | 12         | CO              | 7               | 2               | CC                 | 2                  | -                  | -           | -           | -           | 42     | 14     |
| 1968-1969 | Ajax    | ED         | 32         | 13         | CO              | 3               | 2               | CC                 | 14                 | 5                  | -           | -           | -           | 49     | 20     |
| 1969-1970 | Ajax    | ED         | 31         | 13         | CO              | 6               | 1               | CdF                | 10                 | 6                  | -           | -           | -           | 47     | 20     |
| 1970-1971 | Ajax    | ED         | 31         | 16         | CO              | 6               | 1               | CC                 | 8                  | 1                  | -           | -           | -           | 45     | 18     |
| 1971-1972 | Ajax    | ED         | 33         | 11         | CO              | 5               | 3               | CC                 | 9                  | 3                  | -           | -           | -           | 47     | 17     |
| 1972-1973 | Ajax    | ED         | 26         | 9          | CO              | 1               | -               | CC                 | 5                  | 1                  | CInt        | 2           | -           | 34     | 10     |
| Totale    | Totale  | Totale     | 468        | 178        |                 | 61              | 23              |                    | 72                 | 26                 |             | 2           | -           | 603    | 227    |

## Palmarès

### Competizioni nazionali
- Campionato olandese: 8

Ajax: 1956-1957, 1959-1960, 1965-1966, 1966-1967, 1967-1968, 1969-1970, 1971-1972, 1972-1973
- Coppa dei Paesi Bassi: 5

Ajax: 1961, 1967, 1970, 1971, 1972

### Competizioni internazionali
- Coppa dei Campioni: 3

Ajax: 1970-1971, 1971-1972, 1972-1973
- Supercoppa UEFA: 1

Ajax: 1973
- Coppa Intercontinentale: 1

Ajax: 1972
- Coppa Piano Karl Rappan: 1

Ajax: 1961-1962